# Liliana García Sosa
Liliana García Sosa   (Montevideo, 17 d'octubre de 1957) és una actriu, directora de teatre i productora uruguaiana de reconeguda trajectòria en cinema, teatre i televisió.
L'any 2008 és nomenada Agregada Cultural Ad Honorem de l'Ambaixada de l'Uruguai a Xile, càrrec que ocupa fins al present.
Va rebre la condecoració Cavaliere dell'Ordine della Stella d'Italia el 2017, atorgada pel president de la República i pel ministre de Relacions Exteriors d'Itàlia, en reconeixement de la seva trajectòria professional no només en l'art, sinó també en la gestió cultural, creant ponts de col·laboració i intercanvi entre els dos països i les seves cultures.

## Biografia
Durant la seva infància a l'Uruguai, Liliana García va cursar educació primària i secundària a l'Escola i Liceu Elbio Fernández de Montevideo.
Entre 1974 i 1976 estudia a l'Escola d'Art Dramàtic de la Institució Teatral El Galpón, i el 1981 finalitza els seus estudis a l'Escola d'Art Dramàtic del Teatre Circular de Montevideo (amb posterior especialització de docència en Art escènic),
Simultàniament estudia Advocacia a la Universitat de la República (UdelaR), on s'aboca com a dirigent estudiantil a la conquesta del cogovern i l'autonomia d'aquesta institució. Desenvolupa a més, una important activitat com a dirigent sindical a la Societat Uruguaiana d'Actors.
Va cursar tallers de formació artística a nivell nacional i internacional, amb destacades figures com Eugenio Barba, Aderbal Freire Filho, José Estruch, Patricia Ariza, Santiago García, Ramón Griffero i Atahualpa del Cioppo, Nelly Goitiño, entre d'altres.
Integra també l'elenc estable del Teatre Circular de Montevideo de manera ininterrompuda des del 1977 fins al 1987.
Treballa amb prestigiosos directors de l'escena uruguaiana, entre els quals es destaquen Júver Salcedo, Omar Grasso, Héctor Manuel Vidal, Jorge Curi, Dervy Vilas, Santiago Introini i Sebastián Barrios, entre d'altres.
El 1987, any en què es trasllada a Xile, continua amb la seva activitat teatral. A Xile compta amb treballs teatrals sota la direcció de Delfina Guzmán, Pete Brooks, Liliana Ross, Mateo Iribarren, Cristián Campos i Rodrigo Muñoz, entre d'altres, i comença a desenvolupar una important carrera televisiva i cinematogràfica. Aquesta última va tenir el seu bressol a l'Uruguai, on va participar en curtmetratges de la Cinemateca Uruguaiana amb directors com Juan Carlos Rodríguez Castro.
Ja a Xile és convocada per una desena de pel·lícules amb direcció de Raúl Ruiz (França), Gonzalo Justiniano (Xile), Esteban Schroeder (Uruguai), Jörg Grünler (Alemanya) i Sebastián Lelio (Xile) i altres.
A Santiago de Xile continua amb la seva activitat teatral sota la direcció de Delfina Guzmán, Liliana Ross, Mateo Iribarren, Cristián Campos, Rodrigo Muñoz, Manuel Calzada Pérez (Espanya), Pete Brooks (Anglaterra) i Tomás Vidiella, entre d'altres.
L'any 1989 grava per a la TVE, dins d'un cicle de teatre iberoamericà, la guardonada obra Doña Ramona.
En televisió ha treballat en més de 50 produccions de ficció, entre els anys 1988 i 2016, en els canals TVN, Mega, Chilevisión i Canal 13 de Xile.
Durant aquest temps va continuar el seu treball sindical en Sidarte i formant part de la creació de la Societat de Gestión Chileactores, sent nou anys Membre Consellera de Consell Directiu.
Té estrenats una vintena de títols teatrals, molts d'ells amb llargues temporades i gires internacionals, com va succeir amb les obres Doña Ramona, dirigida per Jorge Curi, amb temporades a Espanya i Argentina. També amb l'obra Sangre dirigida per Pete Brooks, la qual va estar un mes en cartellera al Teatre Young Vic de Londres i va realitzar gires per gran part d'Anglaterra i Escòcia.
Des de l'any 2002 ha dictat tallers i seminaris com a docent i com relatora a la Universitat de les Comunicacions de Xile (UNIACC), dins de les carreres d'Audiovisual, Teatre i Comunicació Escènica, Batxillerat de Cinema i Televisió. A la mateixa universitat va dictar tallers per a titulats de diferents disciplines.
La seva provada i compromesa carrera fa que l'any 2008 sigui nomenada pel llavors president uruguaià Tabaré Vázquez Agregada Cultural Ad Honorem de l'Ambaixada de l'Uruguai a Xile, càrrec que exerceix fins al present.
L'any 2009, l'Arxiu Nacional de la Imatge (Sodre) l'honra exposant un retrat seu en la tercera edició de l'exposició fotogràfica Dones Uruguaianes, la qual es porta a terme per tal d'homenatjar dones de l'Uruguai que s'han destacat en molt diferents àrees de la tasca nacional.
A l'octubre de 2014 va protagonitzar l'obra El Diccionario, del dramaturg espanyol Manuel Calzada Pérez, al Centre Cultural Gabriela Mistral (GAM), dirigida pel mateix dramaturg, qui va ser guardonat aquest any amb el Premi Nacional de Literatura Dramàtica d'Espanya. L'obra és una mena de biografia dramatitzada de la bibliotecària María Moliner, autora del Diccionario de uso del español. Va tenir una nova temporada al GAM a l'agost de 2015, després de representar-se al Teatre Solís de Montevideo a l'abril del mateix any.
Durant 2016 és premiada per la Direcció d'Afers Culturals (Dirac) del Ministeri de Relacions Exteriors de Xile, portant a terme una gira per Itàlia a les ciutats de Nàpols (Castello Maschio Angioino), Roma (Teatro di Villa Torlonia) i Viterbo (Quartieri dell'Arte - Festival Internazionale di Teatre).
En 2017 estrena Operación Condor: El Vuelo de Laura, basada en la idea original de Liliana García Sosa, que va comptar amb la dramatúrgia de Daniela Lillo i la direcció i posada en escena de Liliana García Sosa i Ugo Bentivegna. El Ministero Italiano per i Beni e le Attività Culturali (MIBACT) reconeix l'obra com Projecte Especial 2017. A més, és seleccionada per tancar l'Estate Romana 2017 pel Comune ii Roma, també com a reconeixement especial. Posteriorment participa al Festival Quartieri dell'Arte a la ciutat de Vitorchiano, Itàlia.
El 2018, l'obra és convidada al Festival Internacional de Teatre a Mil (FITAM) a Santiago de Xile, Xile. Segueix la seva gira presentant-se en el teatre El Galpón de Montevideo, Uruguai.

## Educació formal
Cursa educació primària i secundària a l'Escola i Liceu Elbio Fernández de Montevideo.
Continua els seus estudis a l'Escola d'Art Dramàtic de la Institución Teatral El Galpón, entre 1974 i 1976. Comença el seu desenvolupament professional com a actriu, l'any 1976, sent una estudiant d'Art Dramàtic.
Estudia a l'Escola d'Art Dramàtic del Teatre Circular de Montevideo amb posterior especialització de docència d'Art Escènic (1977-1981).
Estudia a la Facultat de Dret i Ciències Socials de la Universitat de la República Oriental de l'Uruguai on estudia per a procuradora i un any abans de finalitzar la carrera d'advocat abandona la universitat pel seu trasllat a Xile.

## Filmografia
| Cine | Cine                                     | Cine                  | Cine            | Cine                                                                                          |
| Any  | Pel·lícula                               | Direcció              | País            | Notes                                                                                         |
| ---- | ---------------------------------------- | --------------------- | --------------- | --------------------------------------------------------------------------------------------- |
| 1990 | La Telenovela Errante                    | Raúl Ruiz             | Xile            |                                                                                               |
| 1991 | A TV Dante, Cantos 9-14                  | Raúl Ruiz             | Xile            |                                                                                               |
| 1996 | Mi último hombre                         | Tatiana Gaviola       | Xile            |                                                                                               |
| 1998 | Tuve un Sueño Contigo                    | Gonzalo Justiniano    | Xile            |                                                                                               |
| 1999 | El viñedo                                | Esteban Schroeder     | Uruguai         |                                                                                               |
| 2003 | El baño                                  | Gregory Cohen         | Xile            |                                                                                               |
| 2007 | Mein Herz in Chile (Mi Corazón en Chile) | Jörg Grünler          | Alemanya i Xile | Producció de dues pel·lícules per a televisió i cinema, TVE/BBC i principals canals d' Europa |
| 2011 | Santiago Violenta                        | Ernesto Díaz Espinoza | Xile            |                                                                                               |
| 2012 | Gloria                                   | Sebastián Lelio       | Xile            |                                                                                               |

## Televisió

### Telenovel·les
| Teleseries | Teleseries               | Teleseries                   | Teleseries  |
| Any        | Telesèrie                | Paper                        | Canal       |
| ---------- | ------------------------ | ---------------------------- | ----------- |
| 1988       | Semidiós                 | Karen                        | Canal 13    |
| 1988       | Matilde dedos verdes     | Claudia                      | Canal 13    |
| 1989       | Bravo                    | Myriam Solorsano             | Canal 13    |
| 1990       | Acércate más             | Estela Valentti              | Canal 13    |
| 1991       | Ellas por ellas          | Wanda Cáceres                | Canal 13    |
| 1992       | Fácil de amar            | Macarena Romo                | Canal 13    |
| 1993       | Doble juego              | Ester Bernal                 | Canal 13    |
| 1994       | Top Secret               | Eliana Bernal                | Canal 13    |
| 1995       | El amor está de moda     | Jacqueline                   | Canal 13    |
| 1996       | Marrón Glacé, el regreso | María José                   | Canal 13    |
| 1996       | Adrenalina               | Renata Winter                | Canal 13    |
| 1997       | Rossabella               | Sofía Humeres                | Mega        |
| 1998       | A todo dar               | Oriana McLean                | Mega        |
| 1999       | Algo está cambiando      | Alicia Méndez                | Mega        |
| 2001       | Piel canela              | Maricarmen                   | Canal 13    |
| 2002       | Buen partido             | Gracia Sánchez               | Canal 13    |
| 2003       | 16                       | Oriana Fernández             | TVN         |
| 2004       | Ídolos                   | Emilia Escorza               | TVN         |
| 2005       | 17                       | Oriana Fernández             | TVN         |
| 2006       | Amor en tiempo récord    | Teresa Olarra                | TVN         |
| 2006       | Entre Medias             | Vecina de Maite              | TVN         |
| 2006       | Montecristo              | Susana Díaz                  | Mega        |
| 2007       | Vivir con 10             | María José Navarro / Mariana | Chilevisión |
| 2009       | Los exitosos Pells       | Consuelo Balaguer            | TVN         |
| 2013       | Socias                   | Bernardita Risopatrón        | TVN         |
| 2014       | Mamá mechona             | Aurora Larrañaga             | Canal 13    |
| 2014       | Valió la pena            | Fernanda Vicuña              | Canal 13    |
| 2016       | Veinteañero a los 40     | Sara Parker                  | Canal 13    |
| 2019       | Isla Paraíso             | Luciana                      | Mega        |

### Sèries i unitaris[Nota 1]
| Serie de televisión | Serie de televisión          | Serie de televisión | Serie de televisión | Serie de televisión              |
| Any                 | Sèrie                        | Paper               | Canal               | Notes                            |
| ------------------- | ---------------------------- | ------------------- | ------------------- | -------------------------------- |
| 2002                | El día menos pensado         | Leonora             | TVN                 | Convidada (episodi «El Camino»). |
| 2002                | La vida es una lotería       | Karen               | TVN                 | Convidada (episodi «Hermanas»).  |
| 2003                | Cuentos de mujeres           | Meche               | TVN                 | Convidada.                       |
| 2004                | Bienvenida realidad          | Carola              | TVN                 |                                  |
| 2005                | Tiempo final: en tiempo real | Alejandra           | TVN                 |                                  |
| 2005                | Heredia y asociados          | Agatha              | TVN                 |                                  |
| 2005                | La Nany                      | Rebeca Errázuriz    | Mega                | Convidada.                       |
| 2006                | Urgencias                    | Dra. Carmen Grez    | Mega                |                                  |
| 2007                | Mujeres que matan            | Eloiza Cárdenas     | Chilevisión         |                                  |
| 2008                | El blog de la Feña           | Josefina McGellar   | Canal 13            |                                  |
| 2009                | La Ofis                      | Jimena Ibarra       | Canal 13            |                                  |
| 2009                | Mis años grossos             | Silvia Guzmán       | Chilevisión         |                                  |
| 2012                | Vida por vida                | María Inés          | Canal 13            | Convidada.                       |
| 2013                | El hombre de tu vida         | Lorena              | Canal 13            | Convidada.                       |
| 2014                | Los Archivos del Cardenal    | Isabel              | TVN                 |                                  |
| 2014                | Sudamerican Rockers          | Madre de Celeste    | Chilevisión         |                                  |

## Teatre
| Obras de teatro | Obras de teatro                                 | Obras de teatro                                                                            | Obras de teatro                      | Obras de teatro |
| Any             | Obra                                            | Autors                                                                                     | Direcció                             | Notes |
| --------------- | ----------------------------------------------- | ------------------------------------------------------------------------------------------ | ------------------------------------ | --- |
| 1976/1977       | Teatro Popular Español                          | Federico García Lorca, Ramón del Valle Inclán, Rafael Alberti, Cancionero Anónimo Español. | Roberto Fontana                      | |
| 1976/1977       | Teatro Rioplatense                              | Florencio Sánchez, Roberto Cossa, Jacobo Lagsner, Juan Graña, Alberto Paredes.             | Roberto Fontana                      | |
| 1978            | Juegos a la Hora de la Siesta                   | Roma Mahieu                                                                                | Carlos Aguilera                      | |
| 1979            | El Jardín de los Cerezos                        | Antón Pávlovich Chéjov                                                                     | Dervy Vilas                          | |
| 1979            | Ricard III                                      | William Shakespeare                                                                        | Héctor Manuel Vidal                  | |
| 1979/1980       | La Trastienda                                   | Carlos Maggi                                                                               | Júver Salcedo                        | |
| 1980/1981       | Mariana Pineda                                  | Federico García Lorca                                                                      | Jorge Curi                           | |
| 1982            | Doña Ramona                                     | Víctor Manuel Leites                                                                       | Jorge Curi                           | Temporades en: Teatre Circular de Montevideo, Teatre Municipal General San Martín de Buenos Aires, Argentina. Premi Florencio a la millor obra, 1982 |
| 1983            | Los Engañados                                   | Lope de Rueda                                                                              | Santiago Introini                    | |
| 1983            | La Rebelión de las Mujeres                      | Basada en Lisístrata d'Aristòfanes                                                         | Mercedes Rein i Jorge Curi           | |
| 1983            | Vivir para atrás                                | Juan Graña                                                                                 | Juan Graña                           | |
| 1985            | Las Raíces                                      | Milton Schinca                                                                             | Santiago Introini                    | |
| 1986            | Doña Ramona                                     | Víctor Manuel Leites                                                                       | Jorge Curi                           | Presentació en les principals ciutats d'Espanya. Premi Iberoamericà Festival de Huelva al Millor espectacle. Presentada como obra de Apertura de la primera versió del Festival de Teatre de Càdis, Espanya. |
| 1990            | Taxi                                            | Ray Cooney                                                                                 | Cristián Campos                      | |
| 1993            | Albertina en Cinco Tiempos                      | Michael Tremblay                                                                           | Delfina Guzmán                       | |
| 1994            | Taxi                                            | Ray Cooney                                                                                 | Cristián Campos                      | |
| 1995            | Sangre                                          | Creació Col·lectiva                                                                        | Pete Brooks                          | Dramatúrgia: Pete Brooks. Estrenada en Xile. |
| 1995            | Sangre                                          | Creació Col·lectiva                                                                        | Pete Brooks                          | Dramatúrgia: Pete Brooks. Temporada en el Teatre Young Vic de Londres. Gira per Anglaterra i Escòcia |
| 2001            | Los monólogos de la vagina                      | Eve Ensler                                                                                 | Liliana Ross                         | |
| 2002            | Yo Soy Tú                                       | Alex Jones                                                                                 | Liliana Ross                         | |
| 2004/2005       | Brujas                                          | Santiago Moncada                                                                           | Javiera Contador                     | |
| 2006            | Kuarteto                                        | Santiago Moncada                                                                           | Tomás Vidiella                       | |
| 2007            | La casa de Bernarda Alba                        | Federico García Lorca                                                                      | Tomás Vidiella                       | |
| 2008            | El método Grönholm                              | Jordi Galceran                                                                             | Liliana Ross                         | Gira per les principals ciutats de Xile. |
| 2008            | Cristal Tu Corazón                              | Pedro Lemebel                                                                              | Rodrigo Muñoz                        | Gira per les principals ciutats de Xile. |
| 2009            | Brujas                                          | Santiago Moncada                                                                           | Mateo Iribarren                      | Gira per les principals ciutats de Xile. |
| 2012            | En Honor al Mérito (La Investigación Saboteada) | Margarita Musto                                                                            | Sebastián Barrios                    | Temporades i gires: - Teatre El Galpón, Uruguai. - Teatre SHA i Centre de la Memòria Haroldo Conti, Argentina. - Centre Cultural Gabriela Mistral (GAM), Xile. |
| 2014            | El Diccionario                                  | Manuel Calzada Pérez                                                                       | Manuel Calzada Pérez                 | Centre Cultural Gabriela Mistral GAM - Sala A2. Manuel Calzada Pérez, obté per aquesta obra a España el Premio Nacional de Literatura Dramàtica any 2014. |
| 2015            | El Diccionario                                  | Manuel Calzada Pérez                                                                       | Manuel Calzada Pérez                 | Temporada abril en el Teatre Solís de Montevideo, Uruguai. |
| 2015            | El Diccionario                                  | Manuel Calzada Pérez                                                                       | Manuel Calzada Pérez                 | Per invitació del teatre GAM: Reposició temporada agost 2015 Sala A2. |
| 2016            | El Diccionario                                  | Manuel Calzada Pérez                                                                       | Manuel Calzada Pérez                 | Gira DIRAC per Itàlia (Ministeri de Relacions Exteriors de Xile). - Apertura Festival de Teatro Quartieri dell'Arte (QdA), Sala MAT a Viterbo. - Nàpols: Castello Maschio Angioino. - Roma: Teatro di Villa Torlonia. |
| 2017            | Operación Cóndor: El Vuelo de Laura             | Idea original: Liliana García Sosa. Dramatúrgia: Daniella Lillo.                           | Liliana García Sosa i Ugo Bentivegna | Estrena al Teatre Marcello di Roma, Italia. El Ministerio Italiano per i Beni e le Attività Culturali (MIBACT) reconeix l'obra com Projecte Especial 2017. A més, es seleccionada per a tancar L'Estate Romana 2017 pel Comune Di Roma, també com a reconeixement especial. Posteriorment participa en el Festival Quartieri dell'Arte en la ciudad de Vitorchiano, Itàlia. |
| 2018            | Operación Cóndor: El Vuelo de Laura             | Idea original: Liliana García Sosa. Dramatúrgia: Daniella Lillo.                           | Liliana García Sosa i Ugo Bentivegna | Única funció: Teatre El Galpón de Montevideo, Uruguay. |
| 2018            | Operación Cóndor: El Vuelo de Laura             | Idea original: Liliana García Sosa. Dramatúrgia: Daniella Lillo.                           | Liliana García Sosa i Ugo Bentivegna | Festival Teatre a Mil (FITAM), Santiago de Xile. |

## Altres activitats
| Any            | Activitat | Institució                                                                                    |
| -------------- | --- | --------------------------------------------------------------------------------------------- |
| 1977/1987      | Membre integrant de les Meses Directives. | - SUA (Sociedad Uruguaya de Actores). - FUTI (Federación Uruguaya de Teatros Independientes). |
| 1987 - Present | Membre activa. | SIDARTE (Sindicato Chileno de Actores).                                                       |
| 2000/2002      | Entrenadora en seminaris. | - A&B, Consultores Empresariales. - Sintagma Consultores. - Banco Santiago.                   |
| 2004/2006      | Entrenadora per a desenvolupament de tallers i seminaris per a la Compañía de Petróleos de Chile S.A.. (COPEC) | E.F. Edwards Consultores S.A.                                                                 |
| 2006           | Entrenadora d' Operational Training Leader | DHL Latam.                                                                                    |
| 2005/2007      | Desenvolupament de tallers i seminaris com a entrenadora de: - LAN Airlines. - Farmacias Ahumada. - Banco de Chile - Banco Santander Santiago.                                                                                                  | UNO Imagen & Marketing Personal.                                                              |
| 2005/2007      | Crea un curs personal que s'anomena Identificant nostre paper, taller que facilita les relacions interpersonals, incentiva el rendimient dels traballadors i els prepara per a la venta, atenció al públic, maneig de situacions de crisi, etc. |                                                                                               |
| 2007           | Desenvolupa un taller per a Caps Polítiques que pertanyen a les joventuts dels diferents partits de La Concertación. | Fundació Friedrich-Ebert-Stiftung (FES).                                                      |
| 2007/2008      | Tallers per a estudiants de diferents disciplines: Presentarse Frente a Público | Universidad de las Comunicaciones de Chile (UNIACC).                                          |
| 2007           | Docència en Escola de Teatre i Comunicació Escènica | UNIACC                                                                                        |
| 2008           | Docència en Batxillerat de Cinema i Televisió, Escola d'Audiovisual | UNIACC.                                                                                       |
| 2008           | Docència en Escola de Teatre i Comunicació Escènica | UNIACC                                                                                        |
| 2009           | Gravació Video Institucional | Fundación Friedrich-Ebert-Stiftung (FES)                                                      |
| 2009           | Entrenadora en Àrea Informàtica | Banco del Estado de Chile.                                                                    |
| 2000/2009      | Membre del Consell Directiu de la Societat de Gestió de Drets CHILEACTORES. A més, integra la Societat de Gestió AISGE-Espanya i la Societat de Gestió SUGAI Uruguai.                                                                           |                                                                                               |
| 2010           | Curs de Lideratge a Directius | Inter coiffure Chile.                                                                         |
| 2011           | Curs de Capacitación | Salones Hugo Guerr.                                                                           |
| 2013           | Entrenament d'actors joves per a Àrea Dramàtica | Canal 13 TV.                                                                                  |
| 2015           | Entrenadora executiva de Cap de Comunitats | BHP Billiton Copper.                                                                          |